# Hårby Sogn
Hårby Sogn er et sogn i Assens Provsti (Fyens Stift).
I 1800-tallet var Hårby Sogn et selvstændigt pastorat. Det hørte til Båg Herred i Odense Amt. Haarby blev en selvstændig sognekommune. Den blev ved kommunalreformen i 1970 kernen i Haarby Kommune, som ved strukturreformen i 2007 indgik i Assens Kommune.
I Hårby Sogn ligger Hårby Kirke.
I sognet findes følgende autoriserede stednavne:
- Akkerup (bebyggelse, ejerlav)
- Filstruplund (bebyggelse)
- Gammeltoft (bebyggelse)
- Gravene (bebyggelse)
- Grydnæs (bebyggelse)
- Holmehuse (bebyggelse)
- Haarby (bebyggelse, ejerlav)
- Kirkemarken (bebyggelse)
- Kolbjerg (bebyggelse)
- Langedil (bebyggelse)
- Linien (bebyggelse)
- Lunden (bebyggelse)
- Lysemose (bebyggelse)
- Løgismose (ejerlav, landbrugsejendom)
- Løgismoseskov (bebyggelse)
- Mosegård (bebyggelse)
- Nabben (bebyggelse)
- Nellemose (bebyggelse, ejerlav)
- Præstevænget (bebyggelse)
- Sarup (bebyggelse, ejerlav)
- Signekær (areal, bebyggelse)
- Skallebjerg (bebyggelse)
- Skovhuse (bebyggelse)
- Skovkrogen (bebyggelse)
- Slåentorn (bebyggelse)
- Stormarken (bebyggelse)
- Strandby (bebyggelse, ejerlav)
- Strandby Mark (bebyggelse)
- Strandhuse (bebyggelse)
- Vesemose (bebyggelse)